# Fysisk kemi
Fysisk kemi er et videnskabeligt felt, der befinder sig i overgangen mellem kemi og fysik. Fysisk kemi beskæftiger sig især med kemisk termodynamik, kemisk kinetik, kvantekemi, statistisk mekanik, og spektroskopi.
Fysisk kemi er også et vigtigt redskab inden for materialevidenskab.